# Клан О'Ді

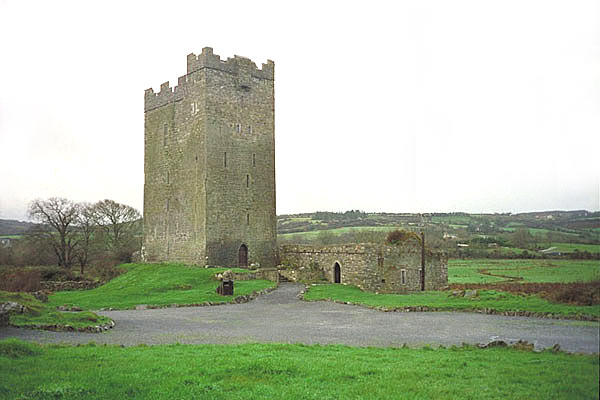
Замок О'Ді — резиденція вождів клану О'Ді.

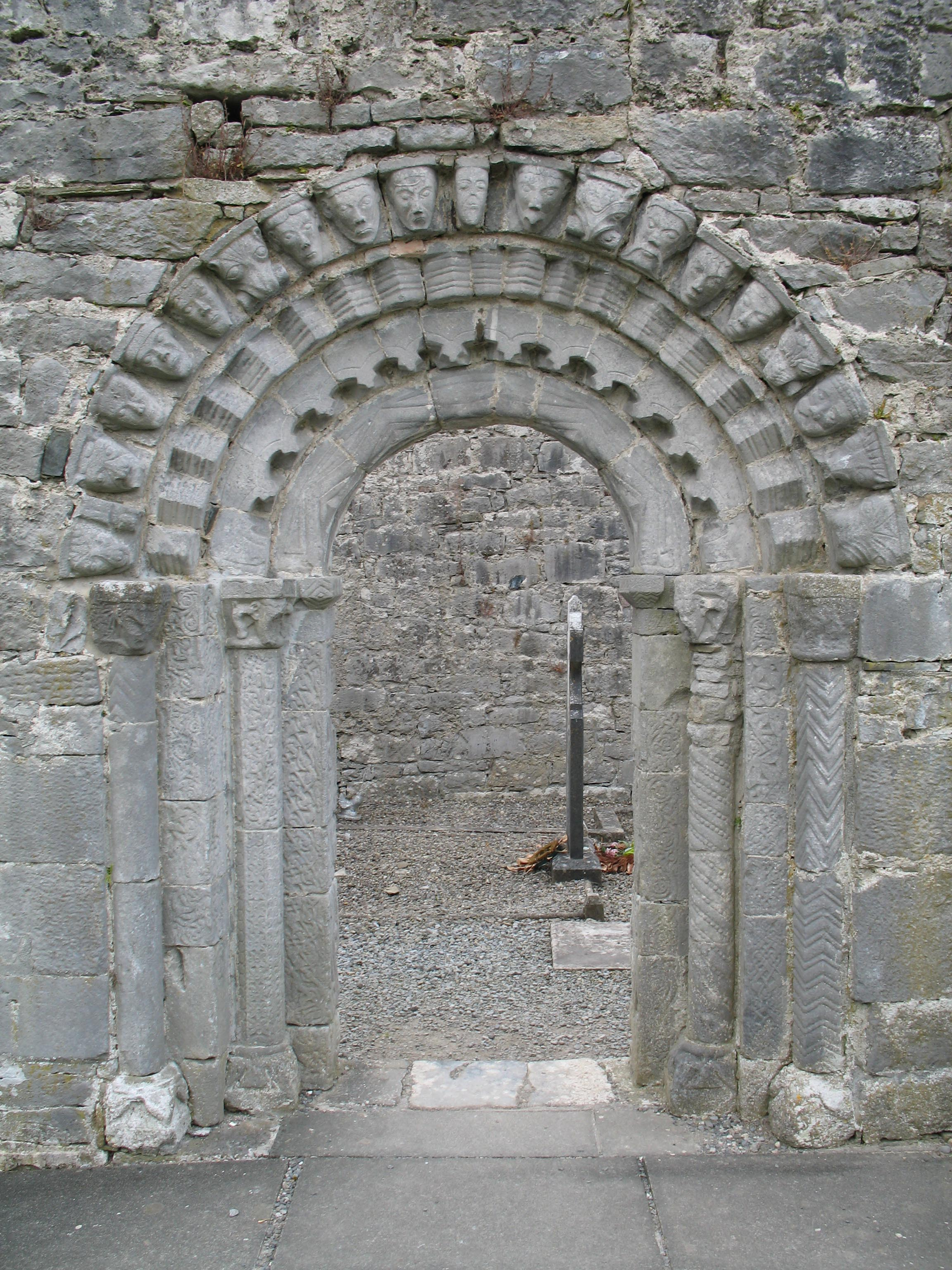
Монастир О'Ді — церква святого Тола.

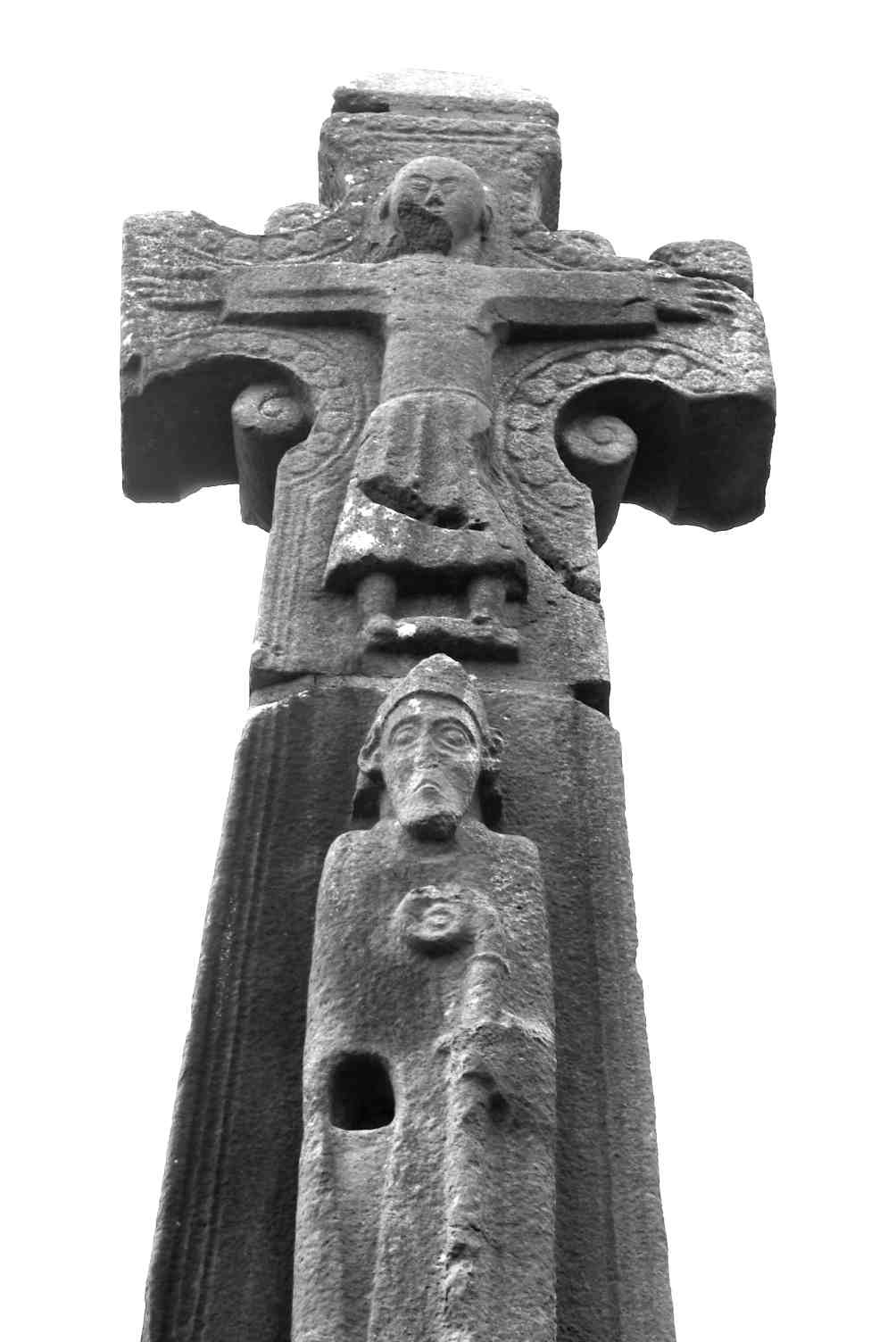
Хрест з монастиря О'Ді — церкви святого Тола.

Клан О'Ді (англ. — Clan O'Dea, ірл. — Clan Ó Deághaidh, Clan Ua Deághaidh) — клан О'Деагайд, О'Деяй, Ва Дегайд — один з кланів Ірландії. Назва клану походить від імені вождя клану Х століття Дегайда (ірл. — Deághaidh) — «Онуки Дегайда».

## Походження та історія клану О'Ді
Клан О'Ді жив і володів землями на території нинішнього графства Клер (провінція Манстер). На землях, що історично належали клану О'Ді збереглись руїни замку XV століття та 80 акрів землі навколо нього, що називаються Таунленд Дайзерт О'Ді. Нинішній замок О'Ді був збудований у 1470—1490 році на місці більш давнього замку вождем клану О'Ді — Діармайдом О'Ді (ірл. — Diarmaid O'Dea) — лордом туату Кінел Фермайк (ірл. — Cineal Fearmaic). У 1570 році замок захопив граф Ормонд. Але у 1584 році клан О'Ді під проводом свого вождя Домналла Мела О'Ді (ірл. — Domhnall Maol O'Dea). Клан О'Ді підтримав ірландських повстанців під час Дев'ятирічної війни і Ірландії (1594—1603). У цей час замок захопив протестантський єпископ Данієль Нейлон, але потім клан О'Ді повернув замок собі. Під час громадянської війни на Британських островах вождь клану Конор Крон О'Ді (ірл. — Conor Cron O'Dea) підтримав конфедератів і брав участь в успішній облозі замку Балл'ялла у 1642 році. Потім замок О'Ді був сильно зруйнований військами Кромвеля у 1651 році. Потім в часи реставрації монархії, в часи правління Карла II Конор Крон О'Ді відновив замок. Потім клан О'Ді і сини вождя Майкл та Джеймс підтримали короля Джеймса II і внаслідок цього замок і землі були у них конфісковані. Замок і землі перейшли у володіння сім'ї Сайндж (ірл. — Synge) і прийшли у повне запустіння. У 1970 році Джон О'Дей придбав замок і землі, і замок був частково відреставрований. Замок був переданий асоціації Дайзерт і за допомогою Ірландської ради з туризму перетворений в музей.
Збереглися і руїни монастиря О'Ді — руїни церкви святого Тола, кам'яний хрест та кладовище Молланін (ірл. — Molainín) — «Маленький Пагорб». Це все розташоване біля міста Корофін. Монастир О'Ді був збудований на місці давнього монастиря святого Тола VIII століття. Більшість нинішніх споруд монастиря збудована в XII столітті.
Назва клану в сучасному англоїзованому варіанті вимовляється як О'Ді, іноді О'Де або О'Дей. Прізвище О'Ді нині дуже поширене в Ірландії. Септами клану О'Ді є септи Аллдей (ірл. — Alday), Аллдей (ірл. — Allday), О'Ді (ірл. — O'Dea), Ді (ірл. — Dea), Дей (ірл. — Day), Дає (ірл. — Daye), О'Дей (ірл. — O'Day), О'Дає (ірл. — O'Daye), Ді (ірл. — Dee), О'Ді (ірл. — O'Dee), Годвін (ірл. — Godwin), Гудвін (ірл. — Goodwin).
За походженням сучасний клан О'Ді пов'язаний з давнім кланом Далкассіан (ірл. — Dalcassian) і колись був головною септою цього клану. Колись вождь клану О'Ді володів значними територіями, що охоплювали землі нинішнього баронства Інхіквін (ірл. — Inchiquin). Клан брав участь у знаменитій битві Дайсерт О'Ді в 1318 році під час чергової війни за незалежність Ірландії. Це була битва між ірландською армією, яку очолювали Конхобар О'Дегайд (ірл. — Conchobhar Ó Deághaidh) — вождь кланів О'Ді та Кінел Фермайк (ірл. — Cineal Fearmaic) та Муйрхертах О'Бріан (ірл. — Muirchertach Ó Briain) і англійською армією під проводом Річарда де Клера. Сили англійської армії були значно більші, англійці вирішили атакувати замок О'Ді і розбити ірландську армію по частинах, не дати змоги іншим ірландським кланам прийти на допомогу. Але англійська армія потрапила в засідку, влаштовану ірландцями і була розбита. Англійський полководець Річард де Клер загинув у битві.
Клан О'Ді разом з кланом О'Квінн (ірл. — O Cuinn) належать до групи кланів та туату Ві Фермайк (ірл. — Uí Fearmaic). Невідомо яким чином цей тут споріднений з туатом і кланом Дал г-Кайс (ірл. — Dál gCais) та Ві Фідгенті (ірл. — Uí Fidgenti), але вважається, що ці туати і клани споріднені. Ще цілком можливо, що клан О'Ді споріднений з кланом Корку Байскінд (ірл. — Corcu Baiscind).

## Відомі і видатні люди з клану О'Ді
- Бріан О'Ді (ірл. — Brian O'Dea) — теле- та кінопродюсер, письменник, контрабандист, торговець марихуаною.
- Кріс О'Ді (ірл. — Chris O'Dea) — американський документаліст.
- Корнелліус (Коннор) О'Ді (ірл. — Cornelius (Connor) O'Dea) — єпископ Лімерику у 1400—1426 роках.
- Даррен О'Ді (ірл. — Darren O'Dea) — ірландський футболіст.
- Деніс О'Ді (ірл. — Denis O'Dea) — актор, батько Доннаха О'Ді.
- Доннаха О'Ді (ірл. — Donnacha O'Dea) — олімпійський спортсмен, плавець, професійний гравець в покер.
- Едвард Джон О'Ді (ірл. — Edward John O'Dea) (1856—1932) — єпископ єпархій Несквеллі та Сієтл.
- Фабіан О'Ді (ірл. — Fabian O'Dea) — віце-губернатор провінції Ньюфаундленд (Канада).
- Джиммі О'Ді (ірл. — Jimmy O'Dea) — комедійний актор.
- Юдиф О'Ді (ірл. — Judith O'Dea) — актриса Голлівуду.
- Луїс О'Ді (ірл. — Louis O'Dea) — ірландський політик обраний до Дайл Еренн (Dáil Éireann) — ірландського парламенту та Шенад Еренн (ірл. — Seanad Éireann) — ірландського сенату. Був депутатом у 1923—1944 роках.
- Люк О'Ді (ірл. — Luke O'Dea) — ірландський регбіст.
- Маркус О'Дей (ірл. — Marcus O'Day) — фізик, на його честь назвали кратер на місяці.
- Майкл О'Ді (ірл. — Michael O'Dea) — ірландський сенатор у 1922—1925 роках.
- Пет О'Ді (ірл. — Pat O'Dea) — австралійський та американський футболіст та тренер.
- Пауль О'Ді (ірл. — Paul O'Dea) — американський баскетболіст.
- Пітер О'Ді (ірл. — Peter O'Dea) — непереможний боксер, лівша.
- Томас О'Ді (ірл. — Thomas O'Dea) (1858—1923) — єпископ Клонферту (графство Голуей) та Кілмакдау.
- Віллі О'Ді (ірл. — Willie O'Dea) — ірландський політик.

## Літературні містифікації
Один із головних героїв казки письменника Волкова А. М. «Чарівник смарагдового міста» носив прізвище Гудвін і мав би належати до септи клану О'Ді.